# Christoph Hochhäusler
Christoph Hochhäusler (ur. 10 lipca 1972 w Monachium) – niemiecki reżyser i scenarzysta filmowy. Jego film Fałszywe zgłoszenie (2005) miał swoją premierę w sekcji "Un Certain Regard" na 58. MFF w Cannes. W tej samej sekcji na 63. MFF w Cannes został wyświetlony również jego film Miasto pod nami (2010).

## Wybrana filmografia
- Fieber (1998)
- Zaginieni (Milchwald, 2003)
- Fałszywe zgłoszenie (Falscher Bekenner, 2005)
- Deutschland 09 – 13 kurze Filme zur Lage der Nation (2009)
- Miasto pod nami (Unter dir die Stadt, 2010)